# Scleronycteris ega
Scleronycteris ega (Thomas, 1912) è un pipistrello della famiglia dei Fillostomidi, unica specie del genere Scleronycteris (Thomas, 1912), diffuso nell'America meridionale.

## Descrizione

### Dimensioni
Pipistrello di piccole dimensioni, con la lunghezza della testa e del corpo di 57 mm, la lunghezza dell'avambraccio tra 33,7 e 35,5 e la lunghezza della coda di 6 mm.

### Caratteristiche craniche e dentarie
Il cranio presenta un rostro allungato e le arcate zigomatiche incomplete. Gli incisivi superiori sono piccoli e spaziati. I denti masticatori sono privi della caratteristica disposizione a W delle cuspidi. Gli incisivi inferiori sono mancanti.
Sono caratterizzati dalla seguente formula dentaria:

### Aspetto
Le parti dorsali sono bruno-nerastre, con la base dei peli più chiara, mentre le parti ventrali sono marroni chiare. Il muso è allungato, la lingua è lunga, estensibile e ricoperta sulla punta di papille filiformi, il mento è prominente e si protrae in avanti e verso il basso. La foglia nasale è piccola e lanceolata. Le orecchie sono relativamente corte e ben separate tra loro. Le membrane alari sono marroni scure. La coda è lunga circa un terzo dell'ampio uropatagio, il quale è marrone scuro.

## Biologia

### Alimentazione
Si nutre probabilmente di frutta, polline, nettare ed insetti.

## Distribuzione e habitat
Questa specie è diffusa nell'America meridionale, dalla Colombia orientale attraverso il Venezuela fino al Brasile nord-occidentale.
Vive in prossimità di corsi d'acqua nelle foreste tropicali sempreverdi e primarie di pianura a circa 135 metri di altitudine. Si trova anche nelle savane.

## Conservazione
La IUCN Red List, considerato il vasto areale, sebbene sia piuttosto rara e le informazioni sui requisiti ecologici siano sconosciuti, classifica S.ega come specie a rischio minimo (Least Concern)).